# ملانوکس
ملانوکس (عبری: מלאנוקס טכנולוגיות בע"מ‎) شرکت سخت‌افزار آمریکایی اسرائیلی است، که در سال ۱۹۹۹ تأسیس شد.